# Personne de Sonsorol
Une personne de Sonsorol est une dénomination juridique résultant de la constitution de l'État de Sonsorol. 
Cette dénomination se distingue de la citoyenneté paluane en ce qu'elle permet de déterminer les personnes participant à la vie politique de l’État de Sonsorol. Elle est également présente à Hatohobei et Peleliu mais pas à Angaur et Koror où une citoyenneté est établie (les citoyennetés d'Angaur et de Koror).

## Définition
Selon l'article IV de la constitution, une personne de Peleliu est :
- un citoyen des Palaos dont un des parents descend (par le sang) lui-même d'un des clans reconnus ou d'une famille issue de l'une des municipalités de Peleliu ;

- une personne qui, par la coutume et la tradition, devient membre de l'un des clans ou de l'une des familles reconnue des municipalités de Sonsorol.

## Droits
Ce statut donne le droit de se présenter aux élections afin de devenir gouverneur de Sonsorol ou membre de la Législature de Sonsorol.

## Sources